# Lastauroides mixtus
Lastauroides mixtus är en tvåvingeart som beskrevs av Carrera 1949. Lastauroides mixtus ingår i släktet Lastauroides och familjen rovflugor. Inga underarter finns listade i Catalogue of Life.